# Kristián Pospíšil
Kristián Pospíšil (* 22. April 1996 in Zvolen) ist ein slowakischer Eishockeyspieler, der seit Januar 2023 beim HC Kometa Brno in der tschechischen Extraliga unter Vertrag steht. Sein Bruder Martin Pospíšil ist ebenfalls slowakischer Nationalspieler.

## Karriere
Kristián Pospíšil begann seine Karriere in seiner Heimatstadt beim HKM Zvolen, für den er in der slowakischen U18-Liga spielte. Im Sommer 2012 wechselte er in die Red Bull Academy des EC Red Bull Salzburg. Von 2013 bis 2015 spielte er für die Salzburger in der Molodjoschnaja Chokkeinaja Liga. Zu Beginn der Spielzeit 2015/16 schloss er sich der Armada de Blainville-Boisbriand aus der kanadischen Ligue de hockey junior majeur du Québec an, die ihn zuvor im CHL Import Draft 2015 in der ersten Runde an 46. Stelle gezogen hatten. Nach einem Jahr zog es ihn in die Vereinigten Staaten, wo er eine Spielzeit bei den Sioux City Musketeers in der United States Hockey League auf dem Eis stand.
Zur Saison 2017/18 wechselte er zu den Toronto Marlies, kam aber nur zu zwei Einsätzen in der American Hockey League und spielte ansonsten bei den Orlando Solar Bears in der ECHL. Nachdem er in der Spielzeit 2018/19 bei den Newfoundland Growlers in der ECHL kein Spiel absolviert hatte, kehrte er nach Europa zurück und verbrachte die folgenden drei Jahre bei Rauman Lukko in der finnischen Liiga. Mit dem Team aus dem Südwesten Finnlands wurde er im Frühjahr 2021 finnischer Meister. 2022 wechselte er zum Ligakonkurrenten Saimaan Pallo, den er aber bereits im Januar 2023 verließ, um sich dem HC Kometa Brno aus der tschechischen Extraliga anzuschließen.

### International
Erste internationale Erfahrungen sammelte Pospíšil bei der U18-Weltmeisterschaft 2014. Anschließend nahm er an der U20-Weltmeisterschaft 2016 teil.
Mit der A-Nationalmannschaft seines Heimatlandes nahm er an den Weltmeisterschaften 2021 und 2022, der Qualifikation für die Olympischen Winterspiele 2022, den Spielen in Peking selbst, bei denen die Slowaken die Bronzemedaille gewannen, und der Qualifikation für die Olympischen Winterspiele 2026 teil.

## Erfolge und Auszeichnungen
- 2021 Finnischer Meister mit Rauman Lukko
- 2022 Bronzemedaille bei den Olympischen Winterspielen